# Hermina van der Hoeven
Hermina Johanna  van der Hoeven, geborene Jansen (* 8. Mai 1948 in Den Haag) ist eine ehemalige niederländische Sprinterin.
Im Jahr 1966 gewann Hermina „Mirna“ van der Hoeven bei den Europäischen Juniorenspielen in Odessa Bronze über 200 m.
Bei den Olympischen Spielen 1968 in Mexiko-Stadt wurde sie Achte über 400 m.
1968 wurde sie Niederländische und Englische Meisterin über 400 m.

## Persönliche Bestzeiten
- 200 m: 23,9 s, 5. Oktober 1968, Mexiko-Stadt
- 400 m: 52,69 s, 15. Oktober 1968, Mexiko-Stadt (ehemaliger nationaler Rekord)